# Paul Strudel
 (mars 2024).
Paul Strudel ou Strudl, né en 1648 à Cles (Trentin, Italie) et mort le 20 novembre 1708 à Vienne, est un sculpteur autrichien. 

## Biographie
Il est un sculpteur baroque qui s'inscrit dans la transition de la fin de la Renaissance et le début du Baroque.
Entre 1676 et 1686 Paul Strudel est venu à la cour de Vienne. Il y est arrivée avec son frère cadet Peter Strudel. Ils furent nommés peintres officiels à la Cour impériale d'Autriche.
Paul Strudel fut influencé par le style baroque du sculpteur italien Gian Lorenzo Bernini.
Il fut chargé de la réalisation de sculptures pour les châteaux situés en Moravie et appartenant au prince du Liechtenstein.
Paul Strudel réalisa plusieurs statues de personnalités princières dont certaines sont visibles dans les rues de Vienne.
Paul Strudel fut néanmoins concurrencé par l'artiste allemand Lukas von Hildebrandt dans la réalisation de plusieurs œuvres architecturales baroques.

## Œuvres
- 1700 - Statues des princes et souverains des Habsbourg dans le dôme de la Bibliothèque nationale de Vienne ;
- 1700 - statues des souverains Habsbourg au château de Laxenburg.